# The Constant Woman
The Constant Woman is een Amerikaanse dramafilm uit 1933 onder regie van Victor Schertzinger. Destijds werd de film in Nederland uitgebracht onder de titel Een circus trok voorbij.

## Verhaal
Marlene Underwood is de ster van het circus. Ze verlaat haar man Walt en haar zoontje Jimmie om zich aan te sluiten bij een ander circusgezelschap. Als ze kort daarna om het leven komt bij een brand, verliest Walt zijn geloof in de mensheid. Hij leert later Lou kennen en wordt opnieuw verliefd. Jimmie gelooft dat Lou de plaats van zijn moeder wil innemen en hij loopt zelf weg naar het circus.

## Rolverdeling
| Acteur         | Personage         |
| -------------- | ----------------- |
| Conrad Nagel   | Walter Underwood  |
| Leila Hyams    | Lou               |
| Tommy Conlon   | Jimmie Underwood  |
| Claire Windsor | Marlene Underwood |
| Stanley Fields | Beef              |
| Fred Kohler    | Uitsmijter        |
| Alexander Carr | J.J. Brock        |
| Robert Ellis   | Hoofdacteur       |
| Lionel Belmore | Karakteracteur    |
| Ruth Clifford  | Sletje            |